# Kowalówka (województwo łódzkie)
Kowalówka – wieś w Polsce położona w województwie łódzkim, w powiecie wieruszowskim, w gminie Wieruszów.
| SIMC     | Nazwa | Rodzaj    |
| -------- | ----- | --------- |
| (0210571 | Raj   | część wsi |

W latach 1975–1998 miejscowość administracyjnie należała do województwa kaliskiego.